# Lockie Leonard
Lockie Leonard was een Australische televisieserie. De serie is gebaseerd op de gelijknamige boekenreeks. De serie is gefilmd in Australië in Albany. De serie telt twee seizoenen die zijn geproduceerd en uitgezonden in respectievelijk 2007 en 2010.

## Oorsprong
Het eerste seizoen van de televisieserie is gebaseerd op de Lockie Leonard boekenreeks, geschreven door Tim Winton. De drie boeken in de serie zijn Lockie Leonard, Human Torpedo, Lockie Leonard, Scumbuster en Lockie Leonard, Legend. Alle boeken zijn verspreid door Puffin International.

## Verhaal

### Seizoen 1
De serie gaat over Lockie Leonard, een surfer. Hij verhuist met zijn familie naar het kustplaatsje Angelus(Albany) in het westen van Australië. Hij moet naar een nieuwe school en kent daar niemand. Na de eerste dag zichzelf nuttig te maken door te gaan surfen ontmoet hij Egg, wat zijn beste vriend wordt. Na zijn eerste schooldag wordt Lockie verliefd op Vicki Sreeton, het slimste en rijkste meisje van de hele school, wier vader ook de burgemeester van Angelus is. De eerste serie gaat over het eerste jaar dat Lockie beleeft in Angelus met zijn familie.

### Seizoen 2
In seizoen twee volgt Lockie Leonards tweede jaar in Angelus, waar Lockie om moet gaan met nieuwe situaties. Vicki verlaat de middelbare school om naar een kostschool te gaan, en Lockie maakt een nieuwe vriendschap met Mel. Zijn beste vriend Egg besluit een nieuwe beste vriend te nemen op school, Bully. Lockies broer Philip treedt ook de Angelus High aan, een jaar eerder vanwege zijn indrukwekkende prestaties op school. Ondertussen moet de poëzie-liefhebbende Sarge omgaan met een nieuwe collega op het politiebureau, en Joy besluit om uit het huis te vertrekken om een radiozender op te gaan zetten, Radio Angelus.

## Rolverdeling

### Hoofdrollen
- Sean Keenan als Lachlan "Lockie" Leonard
- Clarence Ryan als Geoffrey "Egg" Eggleston
- Gracie Gilbert als Victoria "Vicki" Streeton
- Briony Williams als Joy Leonard
- Rhys Muldoon als Sarge Leonard
- Corey McKernan als Philip Leonard
- Georgia Schober als Blob
- Ella Maddy als Blob

### Rollen
- Mike Dorsey als Pop
- Alice Dale als Nan
- Tiarna Clarke als Dorothy "Dot" Cook (seizoen 1)
- Trevor Jamieson als Rev. Eggleston
- Della Rae Morrison als Mrs. Eggleston (seizoen 1)
- Richard Mellick las Mayor Barry Streeton
- Christie Sistrunk als Mrs. Sally Streeton
- Mitchell Page als Colin "Monster" Streeton (seizoen 1)
- James Beck als Josh Woodpond (seizoen 2)
- Laura Fairclough als Melanie "Mel" Lamb (seizoen 2)
- Verity Gorman als Sasha
- Nicholas Rechichi als Joe Ramir (seizoen 2)
- Ewen Leslie als John East (seizoen 1)

## Dvd-uitgave
Een dvd met alle afleveringen van seizoen 1 van Lockie Leonard werd uitgebracht in Australië in de zomer van 2008, en in het Verenigd Koninkrijk in de zomer van 2010. In Nederland werd er op 1 september 2010 een dvd uitgebracht met enkel de eerste dertien afleveringen. Het tweede seizoen werd uitgebracht op dvd op 2 maart 2011 door Universal Studios in Australië en later in 2011 in de UK. Op 20 september 2011 werd het tweede deel van seizoen 2 uitgebracht in Nederland.
| Dvd                               | Verschijningsdatum                                                                      |
| --------------------------------- | --------------------------------------------------------------------------------------- |
| Lockie Leonard: Seizoen 1         | augustus 2008 (Australië), juli 2010 (Verenigd Koninkrijk)                              |
| Lockie Leonard: Seizoen 1, deel 1 | september 2010 (Nederland)                                                              |
| Lockie Leonard: Seizoen 2, deel 1 | maart 2011 (Australië), december 2011 (Verenigd Koninkrijk)                             |
| Lockie Leonard: Seizoen 2, deel 2 | september 2011 (Nederland), december 2011 (Australië), maart 2012 (Verenigd Koninkrijk) |